# Benjamin Netanyahu
Benjamin Netanyahu (hebreiska: בִּנְיָמִין נְתַנְיָהוּ), född 21 oktober 1949 i Tel Aviv i Israel, är en israelisk diplomat, militär och partiledare för högerpartiet Likud. Den 29 december 2022 tillträdde han för tredje gången som Israels premiärminister. Netanyahu har tidigare varit premiärminister åren 1996–1999 och 2009–2021. Han är därmed den person som varit Israels premiärminister under längst tid. Hans smeknamn är Bibi och är vanligt använt, även av journalister och andra statsmän.
Den 21 november 2019 åtalades Netanyahu på anklagelser om missbruk av förtroendeställning, mutbrott och bedrägeri.
Den 20 maj 2024 ansökte den Internationella brottmålsdomstolens (ICC) chefsåklagare om en arresteringsorder för Netanyahu på grund av krigsförbrytelser och brott mot mänskligheten. Den 21 november 2024 utfärdades denna arresteringsorder av ICC.

## Biografi
Benjamin Netanyahu är son till historikern och den politiske aktivisten Benzion Netanyahu och Tzila Segal, som också hade barnen Jonathan och Iddo Netanyahu. När han var barn flyttade hans familj till Philadelphia i USA, där de bodde först mellan 1956 och 1958 och senare mellan 1963 och 1967. Han studerade under denna tid vid Cheltenham High School och avlade examen där 1967.
Netanyahu tog värvning inom Israels försvarsmakt under sexdagarskriget 1967 och blev inom kort befäl inom specialstyrkorna Sayeret Matkal. Han deltog i ett flertal uppdrag, inklusive Operation Gift 1968 och Operation Isotope 1972, där han blev skjuten i axeln. Han stred vid frontlinjen under Jom kippur-kriget 1973 och deltog i specialstyrkornas räder längs Suezkanalen och ledde sedan en trupp som tog sig långt in på syriskt territorium. Han befordrades till kapten (seren, סרן) innan han gick i pension från militären. 
Efter sin tid i militären flyttade han 1973 till USA för att studera arkitektur vid Massachusetts Institute of Technology och Harvard University. Han avlade kandidatexamen (B.S.) i arkitektur 1976 vid Massachusetts Institute of Technology. Parallellt med detta studerade han statsvetenskap.

## Politisk karriär
Netanyahu var ambassadör i Förenta Nationerna från 1984 till 1988, medlem av partiet Likud. Han blev dess partiledare 1993 samt Israels premiärminister under perioderna juni 1996 till juli 1999.
Efter att ha förlorat i valet 1999 mot Ehud Barak lämnade Netanyahu politiken och var verksam i den privata sektorn fram till 2002. Han var därefter utrikesminister 2002–2003 och därefter finansminister 2003–2005 under Ariel Sharon. Han lämnade regeringen i augusti 2005 efter meningsskiljaktigheter i frågan om Gaza-planen. Han återtog ledarskapet inom Likud i december 2005, sedan Sharon lämnat partiet för att bilda ett nytt. I valet 2006 gjorde Likud ett uselt val och vann endast 12 mandat i Knesset. I december 2006 blev Netanyahu officiellt oppositionens ledare i Knesset samt ordförande för Likud. I partiledarvalet i augusti 2007 behöll han ledarskapet inom Likud efter att ha vunnit över utmanaren Moshe Feiglin. Efter valet 2009, där Likud placerade sig på en andraplats, och där center-höger partierna vann en majoritet, formade Netanyahu en koalitionsregering.
I juni 2021 förlorade Netanyahu makten när Naftali Bennett blev premiärminister. Netanyahu kvarstod dock som ledare för partiet Likud och blev därmed oppositionsledare i Israel. Efter ett nyval 2022 återkom han som premiärminister i december samma år.
Netanyahu är den förste israeliske premiärministern som är född i Israel efter grundandet av staten 1948. 

### Ställningstaganden
Netanyahu förespråkar dödsstraff som en åtgärd mot terrorism. Han var motståndare till Osloprocessen eftersom han ansåg den vara "en trojansk häst".
Netanyahu har också varit kritisk till atomavtalet från 2015 mellan Iran och ett antal stormakter. Försöket att desarmera den iranska regimen liknar i hans tycke Chamberlains eftergiftspolitik gentemot nazisterna. "Precis som nazisterna försökte utplåna civilisationen och ville att herrerasen skulle styra hela världen medan de rensade ut det judiska folket, så strävar den iranska regimen efter att kontrollera den hela regionen, att vidga sig och att förstöra den judiska staten" sa han i ett tal 2015. 2018 anklagade han Iran för att inte hålla avtalet efter att han presenterat ett gömställe med över 100 000 dokument som specificerar omfattningen av Irans nukleära program. Iran fördömde Netanyahus presentation som "propaganda".

## Brottsutredning och åtal
Sedan januari 2017 har Netanyahu utretts av israelisk polis i två fall som inte tidigare offentliggjorts, ”Fall 1000” och ”Fall 2000”, som namnges så av polisen på grund av kopplingen mellan dem. I det första fallet, ”1000”, är Netanyahu misstänkt för påstått införskaffande av olämpligt storskaliga förmåner från affärsmän, bland andra den israeliske Hollywoodproducenten Arnon Milchan och den australiske affärsmannen James Packer. Detta bekräftades av israelisk polis första gången den 3 augusti 2017. Nästa dag rapporterades det att premiärministerns tidigare stabschef Ari Harow hade undertecknat ett avtal med åklagare för att bli statens vittne och vittna mot Netanyahu i dessa fall.
Den 13 februari 2018 rekommenderade israelisk polis att Netanyahu skulle anklagas för korruption. Enligt ett polisutlåtande fanns det tillräcklig bevisning för att åtala premiärministern på anklagelser om mutor, bedrägerier och bristande förtroende i de två separata fallen ”1000” och ”2000”. Netanyahu svarade att påståendena var grundlösa och att han skulle fortsätta som premiärminister.
Den 28 februari 2019 tillkännagav den israeliske riksåklagaren sin avsikt att rikta anklagelser mot Netanyahu om mutor och bedrägerier i tre olika fall.
Rättegången mot Netanyahu var planerad att starta den 24 maj 2020 men blev försenad på grund av covid-19-pandemin. Från och med april 2023 pågår den straffrättsliga rättegången fortfarande.

## Privatliv
Netanyahu gifte sig 1972 med Miriam Weizmann, med vilken han har en dotter. Medan Weizmann var gravid 1978 träffade Netanyahu den icke-judiska brittiska studenten Fleur Cates och inledde en affär. Hans äktenskap slutade i skilsmässa snart därefter. År 1981 gifte sig Netanyahu med Cates, som konverterade till judendomen. Paret skilde sig 1984. År 1991 gifte sig Netanyahu för tredje gången, då med sin nuvarande maka Sara Ben-Artzi. Paret har sönerna Yair och Avner tillsammans.
Netanyahus bror, Jonathan Netanyahu, som var befälhavare för Israels specialstyrkor, dödades år 1976 under Operation Entebbe. En annan bror, Iddo Netanyahu, är en israelisk dramatiker. Hans far, Benzion Netanyahu, var en israelisk historiker.